# نورت استار (کالیفرنیا)
نورت استار (به انگلیسی: North Star) یک منطقهٔ مسکونی در ایالات متحده آمریکا است که در شهرستان یوبا، کالیفرنیا واقع شده‌است. نورت استار ۱٬۲۲۵ متر بالاتر از سطح دریا واقع شده‌است.